# 式明親王
式明親王（のりあきらしんのう）は、平安時代前期から中期にかけての皇族。醍醐天皇の第六皇子。官位は三品・中務卿。

## 経歴
醍醐朝の延喜11年（911年）同母弟・有明らとともに親王宣下を受ける。延喜21年（921年）兄の重明・常明や弟の有明とともに清涼殿において元服する。
のち、朱雀朝で上総太守を、村上朝で大宰帥・中務卿を歴任し、天徳3年（959年）には帯剣を許されている。
応和元年（961年）次男の親繁王が前武蔵権守・源満仲の邸宅に強盗に押し入る。満仲の訴えを受けた検非違使から事の次第を伝えられ親繁の引き渡しを求められるが、式明親王は「親繁は邸内にいるが重い痢病を患って起居に堪えない。回復すれば引き渡す」旨を上申する。しかし、宣旨により官人が派遣されて式明親王は家宅捜査を受けたが、親繁を始め一味は逃亡済であった。捜索の手は他の皇族にまで及び、成子内親王の邸宅にて一味の一人である紀近輔がようやく捕らえられたが、親繁王の行方は知れなかった。結局、式明親王は親繁王を引き渡さず、悪事をいい加減に取り扱ったとして罰せられた。
康保3年（966年）12月17日薨去。享年60。最終官位は中務卿三品。

## 官歴
注記のないものは『日本紀略』による。
- 延喜11年（911年）11月28日：親王宣下
- 延喜21年（921年）11月24日：元服
- 承平元年（931年） 9月29日：見上総太守[2]
- 承平6年（936年） 3月13日：見上総太守[2]
- 天慶7年（944年） 5月5日：見四品[3]
- 天慶9年（946年） 10月28日：見大宰帥[3]
- 天暦4年（950年） 閏5月1日：中務卿[3]
- 天徳3年（959年） 8月1日：勅授帯剣
- 康保3年（966年）12月17日：薨去（中務卿三品）

## 系譜
注記のないものは『本朝皇胤紹運録』による。
- 父：醍醐天皇
- 母：源和子（光孝天皇の皇女）
- 妻：藤原玄上の娘
  - 長男：源親頼
- 生母不詳の子女
  - 次男：親繁王[1]